# موري ديكستر
موري ديكستر (بالإنجليزية: Maury Dexter)‏ هو منتج أفلام ومخرج أمريكي، ولد في 12 يونيو 1927 في باريس في الولايات المتحدة، وتوفي في 28 مايو 2017 في سيمي فالي في الولايات المتحدة.

## وصلات خارجية
- موري ديكستر على موقع IMDb (الإنجليزية)
- موري ديكستر على موقع ألو سيني (الفرنسية)
- موري ديكستر على موقع أول موفي (الإنجليزية)
- موري ديكستر على موقع قاعدة بيانات الأفلام السويدية (السويدية)
- موري ديكستر على موقع قاعدة بيانات الفيلم (الإنجليزية)
- موري ديكستر على موقع كينوبويسك (الروسية)